# Olympische Sommerspiele 2000/Teilnehmer (Kambodscha)
| Gelbes Symbol für Goldmedaillen mit stilisierten Olympischen Ringen | Graues Symbol für Silbermedaillen mit stilisierten Olympischen Ringen | Braundes Symbol für Bronzemedaillen mit stilisierten Olympischen Ringen |
| ------------------------------------------------------------------- | --------------------------------------------------------------------- | ----------------------------------------------------------------------- |
| —                                                                   | —                                                                     | —                                                                       |

Kambodscha nahm an den Olympischen Sommerspielen 2000 in der australischen Metropole Sydney mit vier Athleten, zwei Frauen und zwei Männern, in zwei Sportarten teil.
Seit 1956 war es die fünfte Teilnahme des asiatischen Staates an Olympischen Sommerspielen.

## Teilnehmer nach Sportarten

### Leichtathletik
- To Rithya
Marathon: 80. Platz

- Ouk Chanthan
Frauen, 100 Meter: Vorläufe

### Schwimmen
- Hem Kiry
50 Meter Freistil: 66. Platz

- Hem Reaksmey
Frauen, 50 Meter Freistil: 70. Platz